# Bellevalia salah-eidii
Bellevalia salah-eidii là một loài thực vật có hoa trong họ Măng tây. Loài này được Täckh. & Boul. mô tả khoa học đầu tiên năm 1972.